# Municipio de Franklin No. 1
El municipio de Franklin No. 1 (en inglés: Franklin No. 1 Township) es un municipio ubicado en el condado de Greene en el estado estadounidense de Misuri. En el año 2010 tenía una población de 1502 habitantes y una densidad poblacional de 26,44 personas por km².

## Geografía
El municipio de Franklin No. 1 se encuentra ubicado en las coordenadas 37°21′49″N 93°12′2″O / 37.36361, -93.20056. Según la Oficina del Censo de los Estados Unidos, el municipio tiene una superficie total de 56.82 km², de la cual 55,25 km² corresponden a tierra firme y (2,76 %) 1,57 km² es agua.

## Demografía
Según el censo de 2010, había 1502 personas residiendo en el municipio de Franklin No. 1. La densidad de población era de 26,44 hab./km². De los 1502 habitantes, el municipio de Franklin No. 1 estaba compuesto por el 96,34 % blancos, el 0,4 % eran afroamericanos, el 0,4 % eran amerindios, el 0,33 % eran asiáticos, el 0,47 % eran de otras razas y el 2,06 % eran de una mezcla de razas. Del total de la población el 1,6 % eran hispanos o latinos de cualquier raza.